# مندي
المندي هو طبق عربي حضرمي المنشأ، يتكون بشكل أساسي من اللحم والأرز مع مزيج خاص من التوابل المطبوخة في حفرة (فرن أرضي). وهو مُنتشر في معظم مناطق شبه الجزيرة العربية وأقطار عربية مُختلفة مثل دول الخليج والأردن ومصر وسوريا وفلسطين.

## أصل الكلمة
أصل كلمة «مندي» من كلمة «ندى» والتي تعكس القوام «الندي» الرطب للحم.

## المكونات

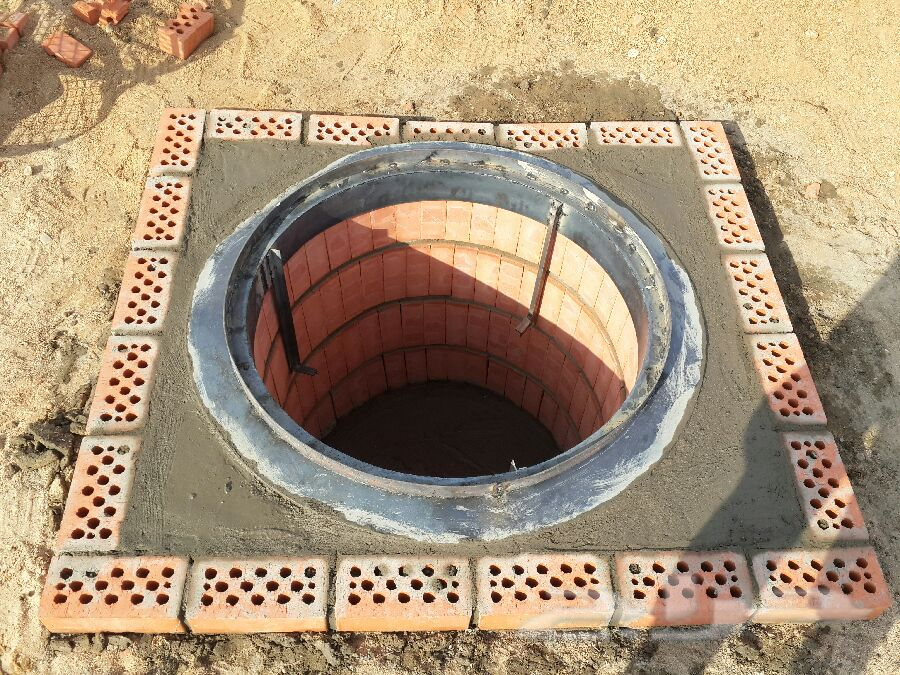
حفرة بُنيت خصيصًا لتجهيز المندي.

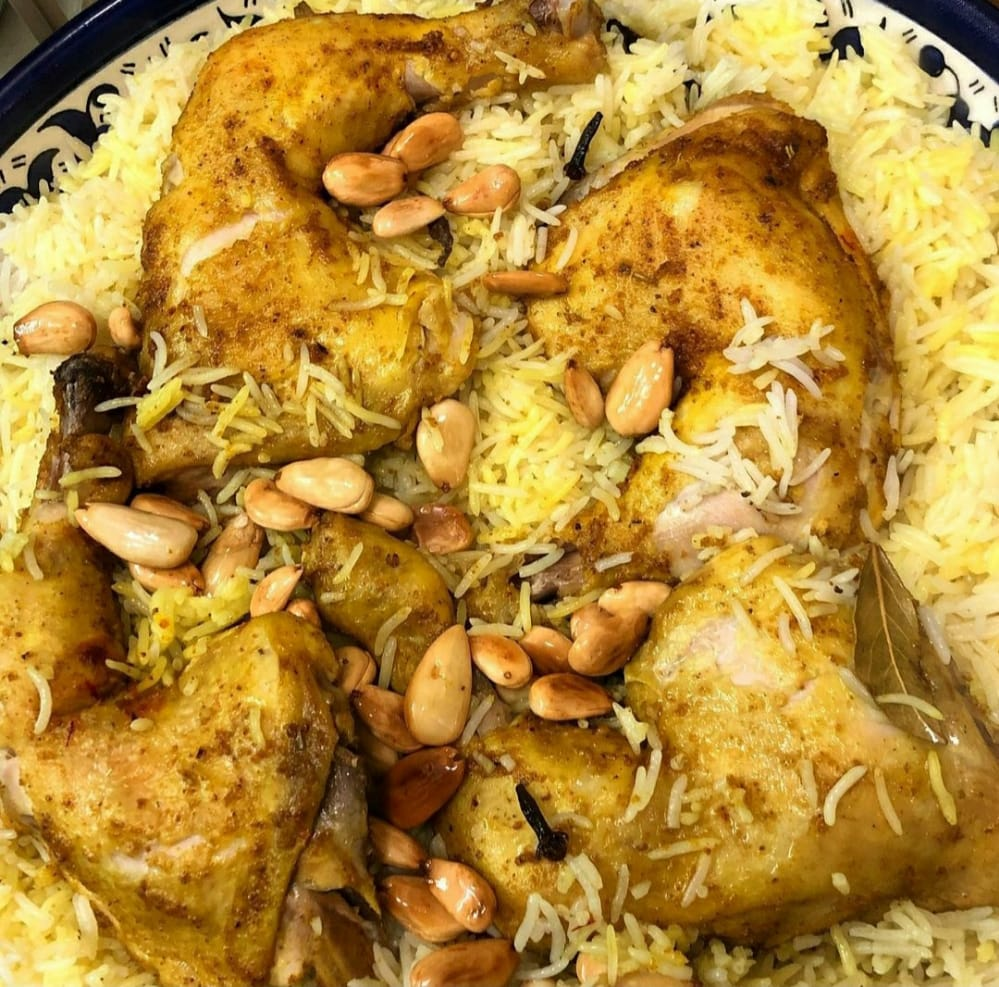
مندي الدجاج

يتكون المندي من الأرز واللحم سواء كان من لحم الضأن، أو الجمل، أو الدجاج، ومزيج من البهارات. يتميز المندي عن أطباق اللحوم الأخرى بطهي اللحم في التنور. يُستخدم المرق المتبل في طهي الأرز في قاع التنور. يوضع الخشب الجاف في التنور ثم يُعلق اللحم داخل التنور فوق الأرز وبدون أن يلمس الفحم. بعد ذلك، يُعلق التنور بالكامل لمدة تصل إلى ثماني ساعات.